# Théorème de Borel
Pour les articles homonymes, voir Borel.
Ne doit pas être confondu avec Théorème de Borel-Cantelli ou Théorème de Borel-Lebesgue.
En mathématiques, le théorème de Borel,,,,, ou lemme de Borel, est un résultat d'analyse, sur l'existence de fonctions de série de Taylor arbitraire.
Il a été démontré en 1884 par Giuseppe Peano, et en 1895 par Émile Borel. Auparavant, en 1876, Paul du Bois-Reymond avait donné un premier exemple d'une série de Taylor divergente en tout point non nul. Le théorème de Borel généralise ce résultat.

## Énoncé simple
Pour toute suite {\displaystyle (a_{n})} de nombres complexes, il existe une fonction {\displaystyle f} de classe {\displaystyle C^{\infty }}, d'une variable réelle et à valeurs complexes, définie au voisinage de 0, telle que

## Conséquence
Une conséquence de ce théorème est qu'il existe des fonctions différentes de leur série de Taylor sur tout voisinage de 0 : il suffit par exemple de prendre la fonction {\displaystyle f} associée à la suite {\displaystyle \left((n!)^{2}\right)}.

## Énoncé général
Soit {\displaystyle U} un ouvert de {\displaystyle \mathbb {R} ^{n}} et {\displaystyle (f_{n})} une suite de fonctions de classe {\displaystyle C^{\infty }} à valeurs complexes sur {\displaystyle U}. Alors il existe une fonction {\displaystyle F=F(t,x)} de classe {\displaystyle C^{\infty }} à valeurs complexes sur {\displaystyle \mathbb {R} \times U}, solution de l'équation aux dérivées partielles :
Il existe une preuve constructiviste de ce résultat.